# Битва мужчин
«Битва мужчин» (яп. 男の戰い Отоко но татакаи, дословно — «Мужская битва») — девятнадцатый эпизод аниме-сериала «Евангелион» от студии Gainax. Режиссёром является Масаюки Ямагути, сценаристами — Хидэаки Анно и Акио Сацукава. Впервые был показана 7 февраля 1996 года на TV Tokyo, набрав 8,0 % аудитории. В «Битве мужчин» происходит личностный рост Синдзи, он становится самостоятельным. Ряд исследователей находят в эпизоде критику маскулинности. «Битва мужчин» получила положительные отзывы критиков. Многие высоко оценили битву и были впечатлены сценой пожирания Зеруила. 
Синдзи Икари, пилот Евангелиона-01, разгневан на своего отца Гэндо Икари, руководителя агентства Nerv, за то, что тот использовал Еву-01 для уничтожения Евы-03, в которой находился друг мальчика Тодзи Судзухара. Позже во сне Тодзи сидит в поезде и видит, как Синдзи и Рей Айанами обсуждают действия Гэндо. Затем Синдзи заявляет об отказе пилотировать Еву-01, и его сопровождает на вокзал майор Мисато Кацураги. В этот момент в Токио-3 прилетает четырнадцатый ангел Зеруил. Он прорывается в Геофронт, расправившись с Аской Лэнгли Сорью, пилотом Евы-02, и Рей, пилотом Евы-00. Синдзи принимает решение пилотировать Еву-01. Во время боя с ангелом у робота заканчивается энергия, и он отключается. Но затем синхронизация с пилотом достигает 400%, и Ева-01 переходит в режим берсерка. Она валит Зеруила на землю и пожирает его ядро. 

## Сюжет
Синдзи разгневан из-за того, что его отец, Гэндо Икари, использовал Еву-01 для уничтожения Евы-03, в которой находился друг мальчика Тодзи Судзухара, так как она была заражена тринадцатым ангелом Бардиилом. Синдзи в Еве-01 угрожает уничтожить штаб-квартиру агентства, но Гэндо приказывает нейтрализовать его, увеличив давление LCL в капсуле пилота. Тодзи просыпается в больнице и видит рядом лежащего Синдзи, после чего снова засыпает. Он видит сон, где сидит в поезде. Там же находятся Синдзи и Рей Аянами, обсуждающие действия Гэндо. Тодзи просыпается, койка Синдзи пуста, его навещает Хикари. 
Синдзи приводят в кабинет руководителя, где ему предъявляют обвинения за запугивание, неподчинение и использования Евы-01 в своих целях. Синдзи заявляет, что больше не будет пилотировать робота. Гэндо назначает Рей в качестве пилота Евы-01. Мисато Кацураги сопровождает Синдзи на вокзал. Тот спрашивает её, почему именно Тодзи стал пилотом Евы-03. Она сознаётся, что все его одноклассники — потенциальные пилоты Ев. Как только Мисато уезжает, в Токио-3 объявляют о пришествии ангела.
С воздуха прибывает четырнадцатый ангел Зеруил. Он прорывается к Геофронту. Рей садится в Еву-01, но она отвергает её и псевдопилота — систему, предназначенную для имитации пилота и его мыслей. Аска Лэнгли Сорью на Еве-02 пытается противостоять ангелу с помощью разного оружия. Зеруил отрубает ей руки и обезглавливает. Голова робота попадает прямо в убежище, где сидит Синдзи. Рей на Еве-00 с N²-бомбой безуспешно пытается убить Зеруила. Тем временем Синдзи встречает Рёдзи Кадзи, который спокойно поливает свои арбузы. Тот рассказывает ему, что ангел хочет достичь Терминальной догмы и воссоединится с Адамом для Третьего Удара. Синдзи принимает решение пилотировать Еву-01.
Сев в Еву-01, Синдзи сражается с Зеруилом. Вскоре у робота заканчивается энергия и он отключается. Ангел пытается уничтожить ядро Евы-01. Тем временем в штаб-квартире Nerv Рицуко Акаги видит, что синхронизация Синдзи и Евы-01 достигла 400%, и она перешла в режим берсерка. Робот нападает на Зеруила, отрывает руку и валит на землю. Затем Ева-01 пожирает ядро Зеруила. 

## Производство
Синопсис «Битвы мужчин» был изложен в «Предложении» (яп. 企画書), презентационном документе о «Евангелионе», опубликованном Gainax в 1993 году. Аска получает серьёзное ранение, защищая Синдзи. Он пытается доказать ей свою мужественность. Происходит первый бой Евы в воздуха. Происходит смерть Кадзи.
Режиссёром «Битвы мужчин» является Масаюки Ямагути, сценаристами — Хидэаки Анно и Акио Сацукава, главным аниматором — Такэси Хонда. Ёсито Асари является автором дизайна Зеруила. Ему было выставлено требование, чтобы ангел выглядел медленным и неуклюжим, но на самом деле был сильным и быстрым. В эпизоде использованы элементы жанра токусацу, отличающегося обилием спецэффектов: сцены боя с Зеруилом схожи с элементами из «Ультрамена». Юитиро Огуро из style.fm связывает семнадцатый, восемнадцатый и девятнадцатый эпизоды и относит их к так называемой «Трилогии четвёртого ребёнка» (яп. フォースチルドレン三部作).
Во вступительной музыкальной теме «Лжи и молчания» использована песня «A Cruel Angel’s Thesis» в исполнении Ёко Такахаси, а в заключительной —  одна из версий песни «Fly Me to the Moon» (в каждой серии используется своя версия этой композиции).

## Темы и отсылки
Главной темой «Битвы мужчин» является личностный рост Синдзи. В начале эпизода он пребывает в поезде, своём внутреннем мире, где в диалоге с Рей заявляет, что нормально избегать неприятных вещей. Это связано с предыдущим эпизодом, где он говорит, что ненавидит всё, причиняющее ему боль. По мнению Огуро, Синдзи, как и в начале сериала, убеждён, что он обязан пилотировать Еву-01, поэтому рост персонажа является спорным и решение трактовки остаётся за зрителем. По мнению Фабио Бартоли, в восемнадцатом и девятнадцатом сериях Синдзи проходит через каббалистическую сфиру Гвура (строгость, суд): страх убить Тодзи, гнев на отца, бой с Зеруилом. Когда Ева-01 пожирает Зеруила, она переходит в сфиру Тиферет (красота, гармония). После этого момента Синдзи действует по своей воле, приближаясь к сфире Малхут (воля). Писатель Деннис Редмонд отметил, что в «Битве мужчин» Синдзи впервые заявляет о своей идентичности. По мнению критика Макса Ковилла, хотя на протяжении сериала Синдзи был нерешительным, но в этом эпизоде он смог противостоять отцу и принимать решения самостоятельно. Ряд исследователей считает, что во время сцены пожирания ангела Ева-01 продемонстрировала изоляционный и агентивный аспекты индивидуализма, дав волю первобытному дикому характеру.
Огуро считает, что смысл названия эпизода заключается в глупости показывать свою мужественность: Тодзи показан в больничной койке с ампутированной ногой, что является метафорой кастрации, Синдзи застрял в капсуле пилота — утробе матери (так как в Еве-01 заключена душа его матери Юи Икари), а Кадзи, демонстрировавший состоятельность, вскоре исчезает из сюжета. По мнению Огуро, именно такое гендерное восприятие, заложенное в произведении, стало одной из причин популярности сериала. По мнению Кристофера Смита, Синдзи вновь становится пилотом Евы и вступает в бой с той же жестокостью, как в предыдущем эпизоде, но он осознаёт порочность гегемонической маскулинности и требующееся для неё насилие. Шаралин Орбо считает Еву-01 феминной. По её мнению, в «Битве мужчин» раскрывается мужской страх перед радикальной феминизацией (синхронизации с роботом) и при этом парадоксальная надежда, что эта женственность, угнетаемая в технопатриархальном мире, победил силы зла.
По мнению аниме-критика Акио Нагатоми, во время пожирания Зеруила Ева-01 приняла форму первобытного зверя по образу примата. Он считает, что на эту сцену оказал влияние фильм Стэнли Кубрика «Космическая одиссея 2001 года». Доцент кафедры философии Университета штата Пенсильвания Мариана Ортега отметила, что Ева-01, созданная из первого ангела Лилит, при пожирании Зеруила, порождённого вторым ангелом Адамом, становится Альфой и Омегой. Также этот образ Евы-01 в этой сцене связан с буддийскими претами — душ, не находящих себе покоя. Имя Зеруила является отсылкой к иудейскому ангелу Зеруху, ниспосланного Богом в битву израильтян с аморреями. 

## Приём и критика
«Битва мужчин» впервые была показана 7 февраля 1996 года на TV Tokyo, набрав 8,0 % аудитории. В том же году она заняла четвертое место среди лучших эпизодов аниме на Anime Grand Prix, ежегодном опросе, проводимом журналом Animage, набрав 566 голосов. Согласно Comic Book Resources за июль 2020 года, «Битва мужчин» была самым высокооценённым эпизодов сериала по рейтингу на IMDb, набрав 9,2/10.
Зак Замора поставил «Битву мужчин» на 1-е место своего рейтинга серий «Евангелиона», назвав его самым напряжённым и ужасающим эпизодом. По его мнению, он больше походит на короткометражный фильм. Редактор Film School Rejects Макс Ковилл поставил «Битву мужчин» на 7-е место своего рейтинга эпизодов сериала, назвав его сильным. Также он поставил кадры из него на 20-е и 9-е места своего рейтинга лучших кадров сериала. Джоэл Каннингем из Digitally Obsessed похвалил эпизод за сильное слияние экшна и персонажей, а внутренний мир Синдзи  — одним из рискованных, уникальных и впечатляющих элементов сериала. По его мнению, концовка шокирующая и является лучшим моментом в «Евангелионе». Акио Нагатоми из The Anime Café похвалил эпизод за захватывающие моменты и режиссуру, но раскритиковал за затянутость и озвучку Мэгуми Огаты. Эдуардо Лукин из Comic Book Resources раскритиковал побег Синдзи, так как это привело к жертвам, которых можно было бы избежать.
Адам Бич и Джек Кэмерон из Screen Rant поставили битву с Зеруилом на 2-е и 1-е места своих рейтингов битв сериала, а Аджай Аравинд из Comic Book Resources — на 5-е, отметив, что сцена пожирания ангела Евой-01 является жуткой и незабываемой. Редактор Syfy Universal Дэниел Докери включил этот момент в число устрашающих моментом сериала.

## Продукция
«Битва мужчин» был включён в DVD-сборники «Second Impact Box» Gainax и «Евангелион. Том 3 серии 14―20» российской компанией MC Entertainment, выпущенные в феврале 2001 и 30 августа 2005 года соответственно. Эпизод вошёл в Blu-ray-сборник «Neon Genesis Evangelion Blu-ray BOX», выпущенный японской компанией King Records 26 августа 2015 года. Японская компания Movic выпустила футболки, основанные на эпизоде.

### На японском языке
- Evangelion Chronicle (яп.). — DeAgostini, 2010. — Vol. 10.
- Evangelion Chronicle (яп.). — DeAgostini, 2010. — Vol. 13.
- Evangelion Chronicle (яп.). — DeAgostini, 2010. — Vol. 26.
- Gainax. Neon Genesis Evangelion Newtype 100% Collection = 新世紀エヴァンゲリオン NEWTYPE 100％ COLLECTION (яп.). — Kadokawa Shoten, 1997. — ISBN 4-04-852700-2.
- Neon Genesis Evangelion Film Books (яп.). — Kadokawa Shoten, 1996. — Vol. 7.

### На других языках
- Bartoli F. Neon Genesis Evangelion e la Kabbalah: dal Tempo di dolore al Tempo Benedetto (итал.) // Antrocom. — 2008. — V. 4. — P. 29—36.
- Davidson G. A Dictionary Of Angels (англ.). — New York: The Free Press, 1967.
- Fujie K., Foster M. Neon Genesis Evangelion: The Unofficial Guide (англ.). — Tokyo: DH Publishibg, 2004. — 188 p. — ISBN 9780974596143.
- Iglesias S., Andrés J., Soler-Baena A. Anime Studies: Media-Specific Approaches to Neon Genesis Evangelion (англ.). — Stockholm University Press, 2021. — 394 p. — ISBN 978-91-7635-167-3.
- Ortega M. My Father, He Killed Me; My Mother, She Ate Me: Self, Desire, Engendering, and the Mother in "Neon Genesis Evongelion" (англ.) // Mechademia. — 2007. — Vol. 2. — P. 216—232. — ISBN 978-0-8166-5266-2. — doi:10.1353/mec.0.0010. — JSTOR 41503739.
- Redmond D. The World is Watching: Video as Multinational Aesthetics, 1968–1995 (англ.). — Southern Illinois University Press, 2004. — 202 p. — ISBN 9780809325351.